# Estación Timbuí
La Estación Timbuí fue una estación ferroviaria del Ferrocarril Vitória a Minas situada en Timbuí, distrito del municipio brasileño de Fundão, Espírito Santo.

## Historia
La estación Timbuí fue inaugurada el 29 de diciembre de 1904 en el km 55 del Ferrocarril Vitória a Minas, donde habría permanecido hasta 1948, cuando el ferrocarril obtuvo un nuevo trazado, siendo la estación transferida al km 44 y habiendo funcionado por lo menos hasta la década de 1960.